# Raffinerie d'Onsan
La raffinerie d'Onsan est en 2014 la 5e plus importante raffinerie de pétrole au monde. Sa capacité de raffinage s'élève à 670 000 barils par jour. Elle est située en Corée du Sud dans la ville d'Ulsan et est exploitée par S-Oil.